# 肝臟星狀細胞
星狀細胞 （Hepatic Stellate Cell），又稱為伊東細胞、伊藤细胞 (Ito Cell)、贮脂细胞，位於肝臟的洞樣血管和肝細胞之間的竇周隙(Space of Disse)中，由日本醫學家、群馬大學醫學部伊東俊夫教授於1956年發現。在正常肝臟下，星狀細胞處於靜止期，儲存油脂，並儲存身體90%的維生素A。當肝臟受到發炎等傷害，星狀細胞會受到一些生長因子或是發炎細胞素的影響開始增生和製造膠原蛋白，此時進入活化狀態。活化狀態中的星狀細胞內，會將油滴散去，釋放出儲存的維生素A，並且開始製造許多細胞素，影響周邊其他細胞，為肝臟纖維化的主要起因之一。

## 站外連結
- （页面存档备份，存于）